# Cisiec
Cisiec ist eine Ortschaft mit einem Schulzenamt der Gemeinde Węgierska Górka im Powiat Żywiecki der Woiwodschaft Schlesien in Polen.

## Geographie
Der Ort liegt am rechten Ufer des Flusses Soła zwischen den Saybuscher Beskiden (Beskid Żywiecki) im Osten und Schlesischer Beskiden (Beskid Śląski) im Westen auf dem Weg zwischen Węgierska Górka (im Norden) und Milówka (im Süden).

## Geschichte
Seit 1467 gehörte die Herrschaft Saybusch zur Adelsfamilie Komorowski, die eine Siedlungsaktion verliefen auch entlang der Handelsstraße von Saybusch nach Čadca. Der Ort wurde etwa im 16. Jahrhundert von Walachen gegründet aber war mehr bäuerlich geprägt.
Bei der Ersten Teilung Polens kam Cisiec 1772 zum neuen Königreich Galizien und Lodomerien des habsburgischen Kaiserreichs (ab 1804).
1918, nach dem Ende des Ersten Weltkriegs und dem Zusammenbruch der k.u.k. Monarchie, kam Cisiec zu Polen. Unterbrochen wurde dies nur durch die Besetzung Polens durch die Wehrmacht im Zweiten Weltkrieg. Es gehörte dann zum Landkreis Saybusch im Regierungsbezirk Kattowitz in der Provinz Schlesien (seit 1941 Provinz Oberschlesien).
Eine berühmte Episode in der Geschichte des Dorfes ereignete sich im November 1972, als durch nur eine Nacht illegale Kirche erbaut wurde.
Von 1975 bis 1998 gehörte Cisiec zur Woiwodschaft Bielsko-Biała.

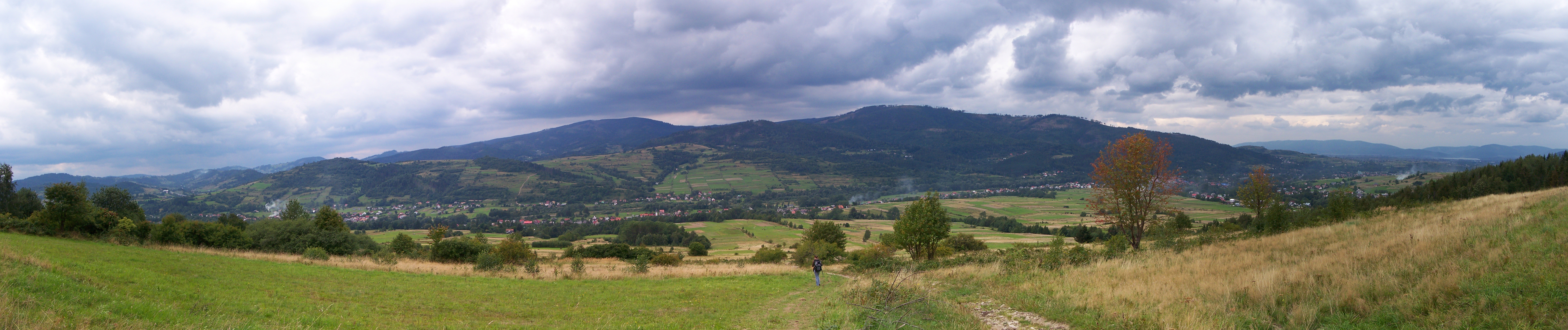
Überblick
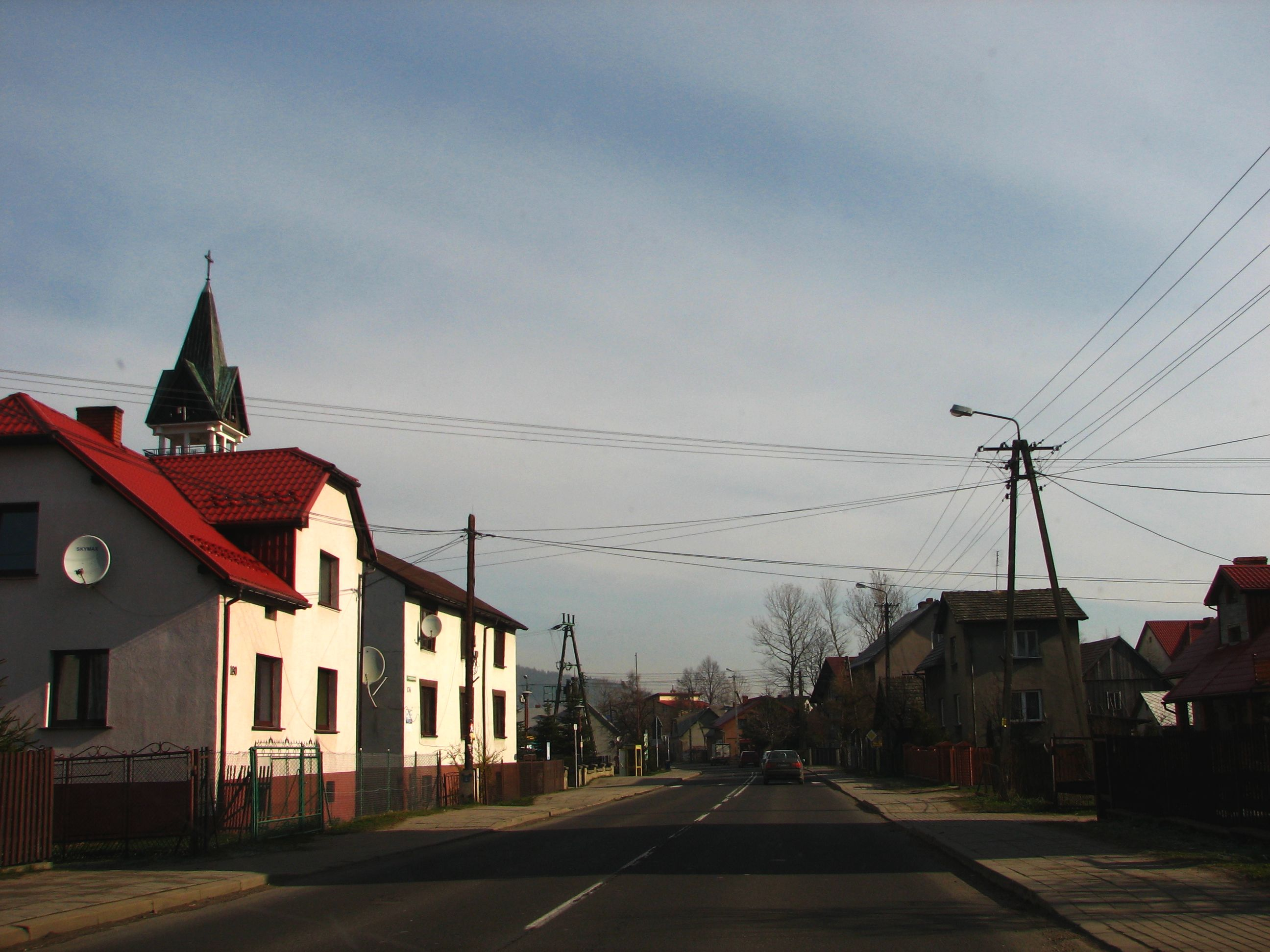
Eine Straße im Dorf
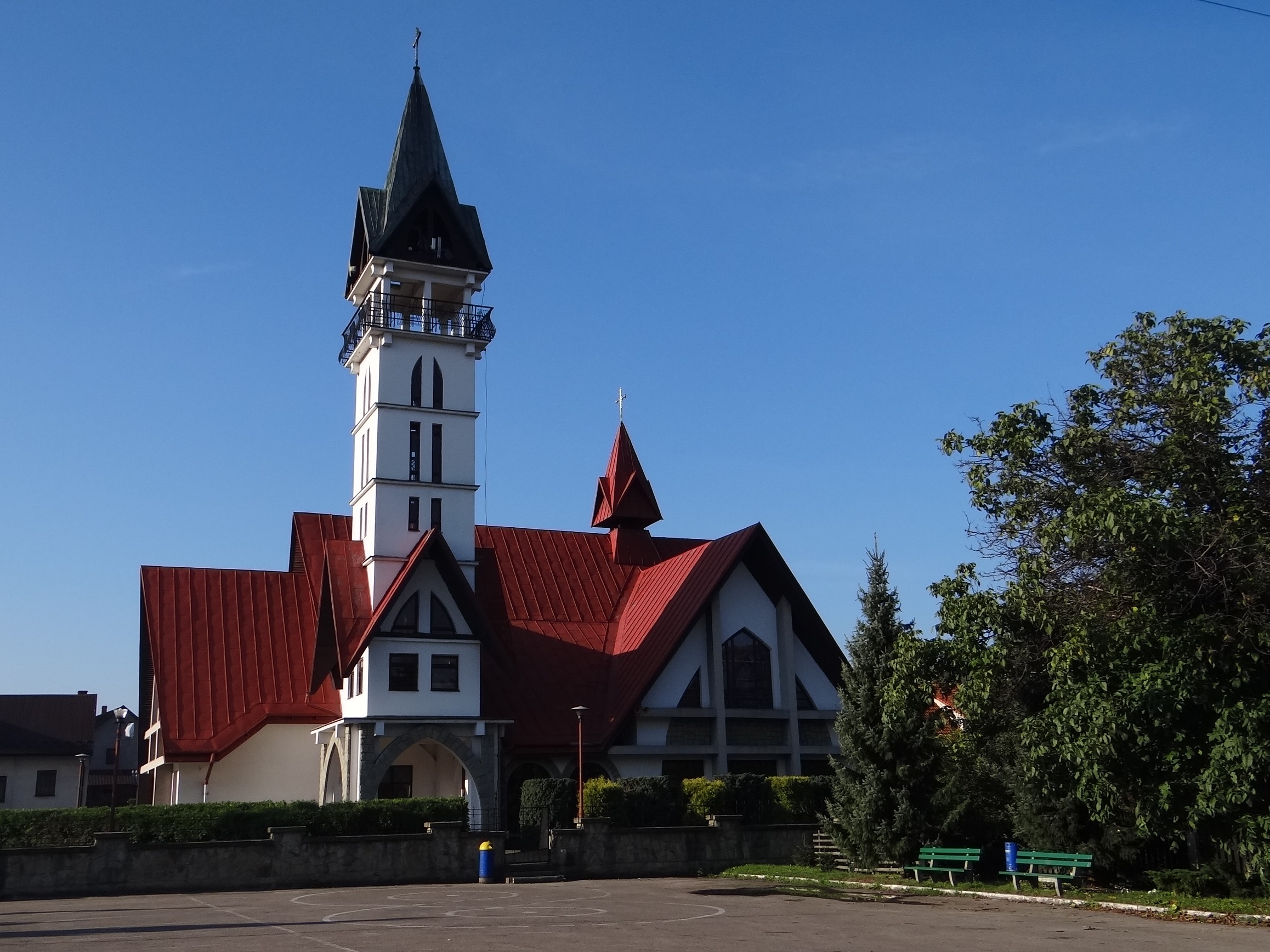
Römisch-katholische Kirche

## Verkehr
Durch Cisiec verläuft die Droga ekspresowa S69 (teilweise im Bau) Bielsko-Biała–Żywiec–Zwardoń (PL/SK) und der Schienenweg Katowice–Zwardoń (PL/SK).